# Lijst van Franse koloniale bestuurders in Cambodja
Dit is een lijst met de Franse koloniale bestuurders van Cambodja. Boven deze bestuurders stonden tussen 1887 en 1945 de Franse gouverneurs voor Indochina. Voor zover bekend zijn de jaartallen vermeld. Tussen haakjes staan eventuele alternatieve namen of spellingen van de personen vermeld. Voor zover mogelijk zijn deze titels in het Nederlands vertaald, met de Engelse titels tussen haakjes erachter:
Franse vertegenwoordigers: 
- april 1863 - juli 1866 Ernest Doudart de Lagrée
- juli 1866 - 20 februari 1868 Armand Pottier (1e keer)
- 20 februari 1868 - 10 maart 1870 Jean Moura (1e keer)
- 10 maart 1870 - 11 november 1870 Armand Pottier (2e keer)
- 11 november 1870 - 1 januari 1871 Jules Marcel Brossard de Corbigny, waarnemend
- 1 januari 1871 - 6 januari 1879 Jean Moura (2e keer)
- 6 januari 1879 - 10 mei 1881 Étienne Aymonier, waarnemend
- 10 mei 1881 - 12 augustus 1885 Augustin Julien Fourès, waarnemend

Algemene residenten (Résidents-général):
- 12 augustus 1885 - 16 oktober 1885 Jules Victor Renaud, waarnemend
- 16 oktober 1885 - 17 mei 1886 Pierre de Badens
- 17 mei 1886 - 4 november 1887 Georges Jules Piquet
- 4 november 1887 - 10 maart 1889 Louis Eugène Palasme de Champeaux, waarnemend
- 10 maart 1889 - 16 mei 1889 Orsini, waarnemend

Residenten (Résidents-superieur):
- 16 mei 1889 - 24 januari 1894 Albert Louis Huyn de Vernéville (1e keer)
- 24 januari 1894 - 4 augustus 1894 Félix Léonce Marquant, waarnemend
- 4 augustus 1894 - 14 mei 1897 Albert Louis Huyn de Vernéville (2e keer)
- 14 mei 1897 - 16 januari 1900 Alexandre Ducos
- 16 januari 1900 - 3 juni 1901 Louis Paul Luce (1e keer), waarnemend
- 3 juni 1901 - 17 juli 1902 Léon julies Pol Boulloche
- 17 juli 1902 - 26 oktober 1902 Charles Pallier, waarnemend
- 26 oktober 1902 - 25 september 1904 Henri de Lamothe
- 25 september 1904 - 16 oktober 1905 Jules Louis Morel
- 16 oktober 1905 - 29 december 1905 Olivier Charles Arthur de Lalande de Calan, waarnemend
- 29 december 1905 - 26 juli 1911 Louis Paul Luce (2e keer)
- 26 juli 1911 - 26 maart 1914 Ernest Outrey, waarnemend tot 8 oktober 1911)
- 26 maart 1914 - 25 juli 1914 Xavier Tessarech, waarnemend
- 25 juli 1914 - 22 oktober 1914 Maurice Le Gallen, waarnemend
- 22 oktober 1914 - 20 januari 1927 François Marius Baudouin
- 10 april 1922 - 8 mei 1924 Victor L'Helgoualc'h, waarnemend voor Baudouin)
- 20 januari 1927 - 1 januari 1929 Aristide Eugène Le Fol
- 1 januari 1929 - 12 januari 1929 Achille Silvestre (1e keer), waarnemend
- 12 januari 1929 - 4 maart 1932 Fernand Marie Joseph Antoine Lavit
- 4 maart 1932 - 15 januari 1935 Achille Silvestre (2e keer), waarnemend tot 7 december 1932
- 15 januari 1935 - 12 december 1936 Henri Louis Marie Richomme, waarnemend
- 12 december 1936 - 29 december 1941 Léon Emmanuel Thibaudeau, waarnemend tot 16 juni 1937
- 29 december 1941 - 2 maart 1943 Jean de Lens, waarnemend
- 2 maart 1943 - november 1944 Georges Armand Léon Gauthier
- november 1944 - 15 oktober 1945 André Joseph Berjoan, waarnemend

Hierna werd het Franse gezag vertegenwoordigd door commissarissen.